# La Chute de Berlin
Pour plus de détails, voir Fiche technique et Distribution.
La Chute de Berlin (en russe : Падение Берлина, Padenie Berlina) est un film de propagande soviétique réalisé en 1949 par Mikhaïl Tchiaoureli et sorti en 1950. Il a pour contexte la Seconde Guerre mondiale vue du côté soviétique. Le film réunit en salles 38,4 millions de spectateurs. Après la déstalinisation la projection du film est arrêtée à cause des scènes présentant Staline comme grand théoricien et organisateur de la victoire soviétique,.

## Synopsis
Aliocha, le héros, s'engage dans l'Armée rouge afin de servir sa patrie et de sauver Natacha, la femme qu'il aime et qui a été déportée par les Allemands. Grâce à son courage et à son patriotisme, Aliocha pourra rencontrer Staline qui supervise le déroulement de la guerre depuis son bureau du Kremlin.
Le film suit le déroulement de la guerre à travers les actions de Staline et des deux jeunes héros, jusqu'à la victoire finale sur l'Allemagne nazie, et l'arrivée triomphale de l'Armée rouge à Berlin.

## L’URSS de Staline, un régime de propagande
Au début des années 1930, Staline très ambitieux souhaite moderniser et industrialiser le pays. Pour cela, le régime investit dans des institutions culturelles et éducatives comme les « maisons de culture ». À la fin des années 1930, l’URSS compte 28 000 cinémas. La radio est également devenue un médium de communication de masse très important. Nombre de personnalités, journalistes et commentateurs deviennent célèbres par la diffusion d’émissions populaires.
La Chute de Berlin rappelle l’une des principales caractéristiques du régime soviétique totalitaire :
En reprenant les termes d’Harold Lasswell, la propagande se définit comme « la guerre des idées sur les idées ». L’exploitation des moyens communicationnels jouant de symboles, de discours et d’images soulignent une volonté de conquête idéologique, politique et culturelle.
En URSS et dans les autres régimes totalitaires, le pouvoir est tout d’abord caractérisé par la place omniprésente qu’il accorde à l’idéologie : il exige des individus qu’ils se convertissent dans leurs idées et leurs comportements. Ici, la propagande massive vise à mobiliser les foules vers une fin commune : l’hégémonie du régime.
Par conséquent, la propagande est une stratégie de persuasion qui se transforme peu à peu en endoctrinement. C’est du moins ce que nous enseigne la philosophe Hannah Arendt dans son œuvre Les Origines du totalitarisme . Les mouvements totalitaires ont cette capacité de réunir les masses, ils ont « cet appétit d’organisation politique ». En effet, pour assouvir leurs ambitions idéologiques et expansionnistes, les mouvements autoritaires mènent une véritable « guerre psychologique ». C’est pourquoi, l’utilisation des médias de masse (cinéma, radio et télévisions) mais aussi, l’art (la danse, le théâtre, et la musique), et la presse écrite sont massivement employés. Ces techniques de communication permettent une atomisation de la société, une véritable « psychologie des foules », un processus d’imitation entre les individus.

### Fiche technique
- Titre : La Chute de Berlin
- Titre original : Падение Берлина
- Réalisation : Mikhaïl Tchiaoureli
- Scénario : Mikhaïl Tchiaoureli, Piotr Pavlenko
- Photographie : Leonid Kosmatov (ru), Boris Aretski (ru)
- Directeur artistique : Vladimir Kaplounovski (ru)
- Paroles des chansons : Evgueni Dolmatovski
- Compositeur : Dmitri Chostakovitch
- Musique : Orchestre symphonique d'État de l'URSS pour l'art cinématographique
- Chef d'orchestre : Alexandre Gaouk
- Costumier : Valentin Pereliotov (ru)
- Studio : Mosfilm
- Pays d'origine : URSS
- Format : couleur - Mono - 35 mm
- Genre : film dramatique, film de guerre
- Durée : 96 minutes
- Langue : russe
- Dates de sortie :
  -  Union soviétique : 21 janvier 1950 (première)
  -  France : 22 juin 1951

## Distribution
- Mikheil Gelovani : Staline

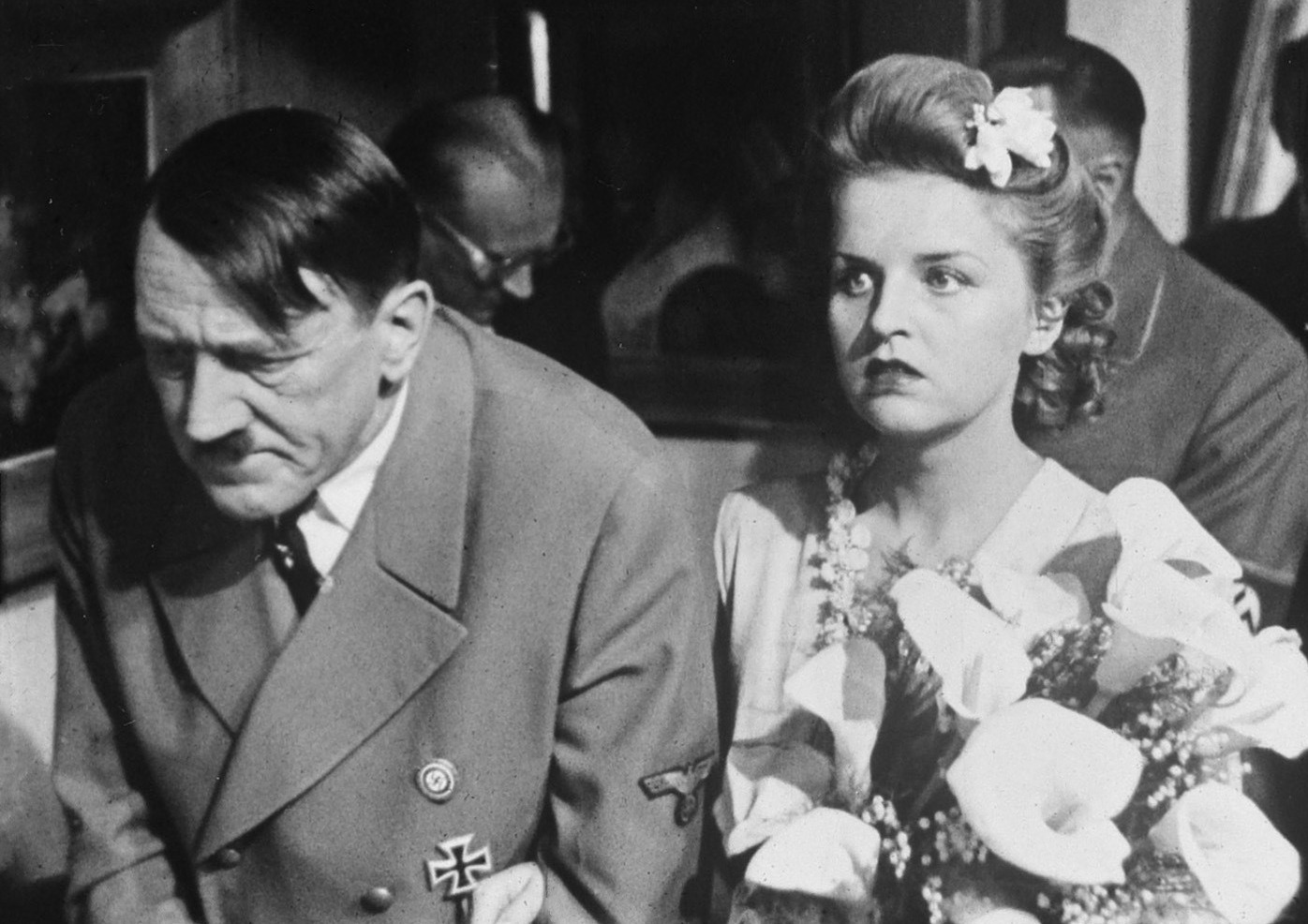
Vladimir Dmitrievitch Saveliev (Adolf Hitler) et Marie Nováková (Eva Braun), image du film.

- Vladimir Lioubimov : le général Vassilievski
- Feodor Blajevitch : le maréchal Gueorgui Joukov
- Andrei Abrikossov : le général Antonov
- Boris Tenine : le lieutenant-général Tchouikov
- Mikhaïl Sidorkine : le général Sergueï Chtemenko
- Boris Andreïev : Alexei « Aliocha » Ivanov, un fondeur stakhanoviste qui devient sergent lors de la Seconde Guerre mondiale
- Marina Kovaleva : Natacha Vassilievna Roumaniova, une institutrice, la fiancée d'Aliocha
- Oleg Frelikh : Franklin Delano Roosevelt, le président des États-Unis
- Viktor Stanitsyne : Winston Churchill, le Premier ministre britannique
- Vladimir Dmitrievitch Saveliev : Adolf Hitler, le Führer du Troisième Reich
- Nikolaï Plotnikov : le général Brauchitsch
- Marie Nováková : Eva Braun
- Vladimir Pokrovski : le général Alfred Jodl
- Tamara Nossova : Katia
- Nikolaï Petrunkin : Joseph Goebbels
- Boris Livanov : Gen. Rokossovski
- Ruben Simonov : Anastase Mikoyan
- Nikolaï Bogolioubov : Khmelnitski
- Vladimir Kenigson : Hans Krebs
- Veriko Anjaparidze : mère de Hans

## Le cinéma comme outil communicationnel dans un contexte de Guerre froide
C’est à la fin de la Seconde Guerre mondiale (1939-1945), qu’une nouvelle époque émerge au sein de la société soviétique. Tout d'abord meurtrie par cette guerre qui a coûté la vie de 27 millions de Soviétiques, l'URSS fête sa victoire sur l’Allemagne nazie. Enfin, l'expansion de l’empire soviétique en Europe de l’Est marque l’aboutissement de la puissance du régime depuis la Révolution bolchévique. L’influence de Staline se ressent même en Europe occidentale. Par exemple, en France, le parti communiste s’affirme avec plus de 28 % des voix aux élections législatives de novembre 1946. Dans La Chute de Berlin de Mikhaïl Tchiaoureli, le dictateur apparaît comme un demi-dieu tout-puissant capable de mener l’armée Rouge vers une victoire certaine, et cela depuis son bureau au Kremlin.
« Vous autres cinéastes, n’avez aucune idée de la responsabilité qui repose entre vos mains. Considérez avec attention chaque action, chaque parole de vos héros. Souvenez-vous que votre travail sera jugé par des millions de personnes. Il ne faut pas inventer des images et des événements alors que vous êtes assis devant votre bureau. Vous devez les tirer de la vie. Apprenez à l’école de la vie. Que la vie soit votre professeur. »
                                -Joseph Staline (1929)
De surcroît, Joseph Staline perçoit l’idéologie comme une force capable d’unir un peuple. Il comprend que c’est par les médias de masse, dont le cinéma qu’il s’immiscera au sein des foyers russes. Certes l’URSS est ruinée par la guerre, mais un autre problème est toujours d’actualité : seulement 25 % de la population est lettrée en 1917 contre 81, 2 % en 1939 et 99, 7 % en 1979.  Toutefois, après la guerre, une grande partie de la population est toujours analphabète. L’image touche donc beaucoup plus que l’écrit, et le cinéma offre un « langage universel » accessible à tous. En produisant des films pour Staline, l’État peut prouver à la population, mais aussi au monde, la puissance du communisme. C’est pourquoi, le cinéma est employé comme outil de mobilisation et de persuasion. Le message est clair : le pays a gagné la guerre grâce au parti et à son gouvernement. La cinématographie s’ajuste à cette nouvelle propagande, où les traîtres sont à bannir et les patriotes fidèles au régime et héros de guerre sont récompensés. 
La guerre froide reflète tout d’abord une guerre idéologique. Depuis la doctrine Truman (1947) et le plan Marshall, le communisme est perçu comme une menace. Le monde est divisé en deux blocs, deux belligérants se battent pour imposer leur idéologie. De chaque côté, les idées dominantes exposent le « meilleur » mode de vie à suivre (ibid). Les Américains promeuvent le capitalisme, la démocratie, et l’économie de marché. Les Soviétiques, quant à eux, luttent pour s’imposer au reste du monde et souhaitent propager l’idéologie du marxisme-léninisme.
Dans La Chute de Berlin, une grande dimension anti-américaine est donnée. L’extrait final expose les Britanniques, les Français et les Américains fraîchement libérés des camps de concentration acclamant Staline, "le petit père des peuples" à l’aéroport de Berlin. La scène revendique la rivalité des puissances en tournant en ridicule les puissances militaires de l’Ouest. 
Dans le contexte de la guerre froide, la « guerre des idées sur les idées » désigne d’abord un conflit idéologique entre deux mondes. D'une part, l’affirmation du capitalisme avec l’émergence d’œuvres cinématographies de sciences fictions en Amérique du Nord comme le film de Don Siegel, L'Invasion des profanateurs de sépultures (1956) faisant référence au « monstre rouge » qu’est le communisme. Et d’autre part, l’URSS où une propagande du cinéma s’est développée dans le studio Mostfilm. Celle-ci a cultivé une culture de masse qui a su nourrir l’imagination des Russes, et à appuyer la puissance du tyran rouge jusqu'à sa mort en 1953.

## Musique du film
La musique du film a été écrite par le compositeur russe Dmitri Chostakovitch, qui, en plein jdanovisme, n'eut guère d'autre choix que de participer à ce gigantesque monument du culte de la personnalité stalinienne.